# Elcseréltek

Egy elcserélt emberi alakban

Az elcseréltek vagy alapítók egy idegen faj a Star Trek című sorozatban.
Magyar nevük az angol changeling, (jelentése kb. „változó-fajta személy” v. „váltásra képes dolog”), értelem szerinti fordításban, „alakváltó lény” kifejezés félrefordításából ered.
Az elcseréltek alakváltó képességgel rendelkeznek. Természetes formájuk folyékony halmazállapotú. Képesek megváltoztatni a biomolekuláris szerkezetüket, hogy bármit lemásolhassanak, még élettelen energiaformákat is, mint például a tűz. Egyetlen határa ennek az, hogy 16 óránál tovább nem képesek fenntartani a szilárd alakjukat. Az elcserélteknek vissza kell változniuk folyékony állapotukba, különben egy igen fájdalmas „oszlási” folyamaton esnek keresztül. A Tal Shiar tervezte kvantumsztázis-mező generátorral az elcseréltet szilárd alakjába tudják "bebörtönözni", nem lesz képes megváltoztatni az alakját. Folyékony állapotukban az elcseréltek képesek összekapcsolódni egymással – ez a Nagy Lánc –, a különböző testeket egyetlen masszába egyesítik, így megoszthatnak egymással minden információt, érzést és érzelmet. Élettartamuk nagyon hosszú, gyakran évszázadokig is képesek élni. Eddig még egyetlen elcserélt sem halt meg természetes halálban, így nem lehet pontosan tudni, hogy mennyi lehet a maximális élettartamuk. Halálukkor szilárd hamuszerű anyag marad utánuk.

## Társadalom és kultúra
Az Alapítók (azon elcseréltek, amelyek a Domíniumot vezetik) a Gamma kvadránsban élnek. A szabadidejüket azzal töltik, hogy megpróbálják minden körülöttük található tárgy és élőlény alakját felvenni, és így megérteni a létezésüket. A társadalmukban nem létezik hierarchia: egyetlen elcserélt sem áll a többi fölött, de azért képességeikben tudásukban különbözhetnek egymástól. Az Alapítók társadalmában egyenlőség és béke honol. Fajtársukat sosem bántják, azonban a külvilágban igen sok pusztítást okoztak. Egyes elcserélteket gyermekkorukban elküldtek, hogy minél több információt szerezzenek a távoli világokról. Genetikailag beléjük táplálták, hogy hazatérjenek, ha elég közel kerülnének az anyabolygójukhoz. A hazatérő elcserélteket a többi fajtársa köszönti, és azonnal bevezetik a Láncba.

## Történelem
Az elcseréltek réges-régen békés felfedezőkként bejárták szinte az egész Galaxist, értelmes lényeket kerestek, hogy bővíthessék tudásukat. Azonban az alakváltó képességük gyakran találkozott félelemmel és gyűlölettel a szilárdak (nem alakváltók) részéről, akik üldözni kezdték az elcserélteket. Az elcseréltek, hogy megvédjék magukat a további bántalmaktól, egy lakatlan bolygón bújtak el az Omarion csillagködben. Itt senki nem zavarhatta őket, és békében egyesülhettek a Nagy Láncban.
Erről a területről alapították meg a Domínium birodalmát, és magukat Alapítóknak kezdték hívni. Úgy gondolták, hogy az erős irányító hatalom lehet az egyetlen módja, hogy megvédjék magukat („Amit irányítasz, az nem árthat neked”). Az Alapítók szinte az egész Gamma Kvadránsra rákényszeríttették a saját rendjüket, leigázva, és félelemben tartva kormányozva a világokat. Mielőtt bekebeleztek volna egy új bolygót a Domínium a vortákat küldte tárgyalni, és ha azok sikertelenek voltak, akkor a jem’hadar következett, hogy meggyőzze a lakosságot a csatlakozásról. A vorta és a jem'hadar is egy genetikailag fejlesztett faj, amelyeket az Alapítók iránti teljes lojalitásra, és különböző feladatokra terveztek. A vorták a birodalom adminisztrátorai és diplomatái, az Alapítók szóvivői, „arcai”. A jem'hadarok katonák, akik ölnek vagy meghalnak az Alapítókért. A Domínium folyamatosan világról világra terjeszkedett, és már az Alapítók irányítják a Gamma Kvadráns legerősebb hatalmát.
Az Alapítók nem szeretik elhagyni bolygójukat, de még mindig van bennük egy kis felfedező kedv a múltból. Hogy a Galaxisról minél többet tudhassak meg anélkül, hogy szükségtelenül veszélyeztetnék magukat, száz elcserélt csecsemőt küldtek szét a galaxisban, mintegy szondaként használva őket. A „százak”ba beleültették a hazatérés ösztönét, hogy a megszerzett információkat az egész közösséggel megoszthassák. A százak közé tartozik a Deep Space Nine űrállomás biztonsági tisztje, Odo is.

## Háború a Domínium és az Alfa kvadráns között
A Gamma Kvadránsba vezető féregjárat felfedezése után az Alapítókat elkezdte irritálni a területük megsértése. A jem'hadaron keresztül üzenetet küldtek a Deep Space Nine-nak, hogy figyelmeztessék a Föderációt, hogy a későbbi területsértéseket nem fogják válasz nélkül hagyni. A Domínium a bajori Új Bajor kolónia lakóit is lemészároltatta. A Sisko parancsnok, Jake, Quark és Nog kiszabadítására induló USS Odyssey-t a jem'hadar elpusztította. A Siskoék által „megmentett” vortáról, Erisről, kiderült, hogy a Domínium egy beépített ügynöke, és elhagyta az állomást. (DS9 "A jem'hadar")
A 31-es szekció megpróbálta egy végzetes morfogén vírussal megfertőzni az alapítókat, ehhez pedig titokban Odot fertőzték meg, aki tovább adta azt a Nagy Láncba. Mindez azután derült ki, hogy Odo is haldokolni kezdett, ezért Dr. Bashir megszerezte az ellenszérumot a szervezet egyik fontos ügynöke tudatából, így sikerült Odot meggyógyítani, aki később továbbadta a gyógymódot a megfertőződött Alapítóknak.
A háború végül békekötéssel ért véget, Odo pedig visszatért a Nagy Láncba, hogy továbbadja a megszerzett tudását, és segítse az Alapítókat a nagyobb bizalom kialakításában más fajok felé.

## A Domínium után
A Nagy Lánc egy része azonban elutasította Odo reformterveit, ezért kiváltak és az Alpha Kvadránsba indultak, hogy a Domínium-háború vereségéért bosszút álljanak. A renegát csoport szövetkezett az elcseréltek egy másik csoportjával, akiket a 31-es szekció titkos laborjaiban vetettek alá fájdalmas kísérleteknek, ezek, mielőtt felvették volna humanoid formájukat megölték a rajtuk kísérletező kutatókat. A csoport tevékenységéről Odo értesítette Worfot, aki titkos nyomozásba kezdett, mivel az alakváltó elcseréltek beszivárogtak a Föderációba, és bárki alakját fel tudták venni, egyebek mellett Tuvokét is, így nem volt egyértelmű, hogy kiben lehet megbízni. Az elcseréltek ezzel együtt szövetkeztek a Borggal is, ami egy kifinomult biológiai impulzus sugárzásának segítségével képes volt a Csillagflotta számtalan fiatal tisztjét rávenni, hogy támadja meg a saját flottáját, amire az NX-01-es Enterprise első sikeres térugrásának 250. évfordulóján (Frontier Day) került sor 2401. április 13-án. Jean-Luc Picard admirális, és az Enterprise-D korábbi tisztjei Hét Kilenced segítségével azonban végül megállították az összeesküvést, a jelet továbbító Jupiternél megbújó Borg-kockát a rajta lévő Borg királynővel együtt megsemmisítették, a még élő közreműködő alakváltók pedig letartóztatásba kerültek. (Star Trek: Picard – 3. évad)